# Les Macchabées
Vous pouvez aider à l'améliorer ou bien discuter des problèmes sur sa page de discussion.
- Il ne cite pas suffisamment ses sources. Vous pouvez indiquer les passages à sourcer avec {{référence nécessaire}} ou {{Référence souhaitée}}, et inclure les références utiles en les liant aux notes de bas de page. (Marqué depuis août 2024)
- Certaines informations devraient être mieux reliées aux sources mentionnées dans la bibliographie ou les liens externes. Améliorez sa vérifiabilité en les associant par des références. (Marqué depuis août 2024)

- Archive Wikiwix
- Bing
- Cairn
- DuckDuckGo
- E. Universalis
- Gallica
- Google
- G. Books
- G. News
- G. Scholar
- Persée
- Qwant
- (zh) Baidu
- (ru) Yandex
- (wd) trouver des œuvres sur Wikidata

 (août 2024).
- Si vous ne connaissez pas le sujet, laissez ce bandeau (vous pouvez alors contacter les auteurs).
- Si vous supprimez le contenu mis en cause (vous pouvez préalablement contacter les auteurs),

argumentez précisément cette suppression dans la page de discussion
(un manque de référence n'est pas un argument ; une recherche réelle de référence doit avoir été effectuée, être formellement documentée).
Les Maccabées (Die Maccabäer en allemand ) est un opéra en trois actes d'Anton Rubinstein, composé en 1874 sur un livret en allemand de Salomon Mosenthal, sur la base du drame d'Otto Ludwig (1854).

## Distribution
- Antiochos, roi de Syrie (basse)
- Cléopâtre, sa fille (soprano)
- Gorgias, capitaine militaire syrien (baryton)
- Léa, mère des Maccabées (contralto)
- Juda, un Maccabée (baryton)
- Éléazar, un Maccabée (ténor)
- Joarim, un Maccabée (mezzo-soprano)
- Benjamin, un Maccabée (soprano )
- Noémi, épouse de Juda (soprano)
- Boas, le père de  Noémi (basse)
- Joachim, prêtre juif (basse)
- Chœur : courtisans, soldats syriens et hébreux, prêtres etc.

## Argument
L'action se déroule en Judée entre les villes de Modin et Jérusalem en 160 av. J.-C.

### Acte I
Modin. 
Certains enfants assis sur les marches des maisons tissent des guirlandes de fleurs et de rubans. Léa fait ses adieux à ses fils, Joarim, Benjamin et Eléazar, mais a renié son premier-né Juda, à cause de son mariage honteux avec la Sémite Naomi. Léa raconte le rêve qu'elle a fait alors qu'elle était enceinte d'Éléazar : le ciel lui avait annoncé que Dieu enverrait un sauveur, qui s'assiéra un jour sur le trône de David. Un cortège de bergers et bergères, conduit par Naomi, passe devant la maison de Léa. Naomi propose une guirlande à Léa, qui la refuse. Naomi fond en larmes, et à ce moment-là Judas entre, vêtu d'une peau de lion. Leah le gronde pour son comportement et déplore qu'il n'y ait aucun héros qui puisse les libérer des Syriens. Le père de Naomi, Boaz, ainsi que Shimei et la chorale qui accompagne sa fille déclarent que l'ennemi est trop fort, alors qu'eux sont trop faibles pour combattre : cela suffit à justifier l'opposition de Léa au mariage de Juda avec Naomi. 
Le vieux prêtre Joachim entre en scène, cherchant Léa pour lui annoncer que Dieu a choisi ses fils pour libérer le peuple d' Israël. Léa réalise que son rêve va devenir réalité. Joachim lui dit qu'elle doit choisir un de ses fils pour le suivre, et Léa, après un moment d'hésitation, choisit Juda, qui refuse, alors elle se tourne vers son deuxième fils Eléazar. Amri, l'un des Sémites, fait irruption pour annoncer que le roi syrien Antiochos a pris Sion et que ses troupes s'approchent rapidement de Modin. Pendant ce temps, les soldats apparaissent aux portes de la ville en compagnie des prêtres grecs, accompagnés d'un chœur de jeunes garçons armés d'encensoirs. Le commandant syrien Gorgias annonce à la foule que Zeus règne désormais dans le temple de Sion et qu'un temple en l'honneur de Pallas Athéna sera construit à Modin. Les Syriens érigent immédiatement un autel près des murs de la ville et le couronnent d'une image dorée de la déesse. Horrifiée, Léa tente d'inciter Éléazar à agir, mais Amri et les Sémites acceptent docilement les ordres de Gorgias. Léa et Naomi refusent d'adorer l'idole, et lorsque Boaz est obligé de sacrifier à Pallas, Juda prend l'épée de Gorgias, transperce Boaz et détruit l'autel. Par cette action, Juda déclenche la révolte contre les Syriens. Naomi pleure la mort de son père, tué par son mari, tandis qu'Amri et les Sémites décrètent une mort honteuse pour Juda pour avoir tué Boaz.

### Acte II
Première scène : Une colline près d'Emmaüs. 
Juda et son armée ont vaincu les Syriens. Juda veut continuer la bataille, mais Joachim l'implore d'observer le sabbat et de se reposer avant de reprendre la bataille, quitte à se laisser submerger par l'ennemi. Le dilemme est résolu par l'arrivée des Syriens qui massacrent le prêtre et les Israélites. Seul Judas prend les armes et disparaît dans la bataille.
Deuxième scène : Les appartements de Cléopâtre, fille du roi Antiochos.
Alors que Cléopâtre s'appuie sur un canapé et rêve d'Éros, elle est rejointe par Éléazar qui est tombé amoureux d'elle et lui raconte sa lignée. La princesse lui annonce que son père lui accordera la couronne de Sion. Main dans la main, ils partent pour Jérusalem.
Troisième scène : Les rues de Modin. 
Le peuple salue Léa et chante les louanges du Créateur. Seuls Amri, Shimei et les Sémites ne partagent pas cette joie et prévoient leur destruction. Ils l'informent sarcastiquement qu'Éléazar est devenu l'amant de Cléopâtre et exigent vengeance pour le sang de Boaz. Avec ses deux fils restants, Benjamin et Joarim, Léa déclare que la victoire est encore possible, mais les Sémites se moquent d'elle et tentent de lui prendre ses enfants. Naomi entre vêtue de deuil. Amri et Shimei exigent que les fils de Léa soient amenés immédiatement à Antiochos. Les supplications de Naomi n'ont aucun effet et les jeunes hommes sont emmenés. Les deux femmes se retrouvent seules et Léa se rend compte qu'elle a été injuste envers Naomi. Désormais unies dans leurs efforts, les deux femmes se précipitent vers le camp d'Antiochos.

### Acte III
Première scène : Nuit près de Jérusalem. 
La foule prie devant un temple, demandant la libération. Judas entre, honteux de la mort de ses soldats, mais le peuple se rassemble autour de lui. Naomi arrive et lui dit que ses frères ont été kidnappés et emmenés chez le roi. Les deux partent ensemble au lever du soleil.
Deuxième scène : La tente royale d'Antiochus dans le camp syrien. 
Le roi entre silencieusement, accompagné de Cléopâtre, d'Éléazar et de leur suite. La cause de l'humeur sombre d'Antiochos est un mauvais rêve dans lequel on lui a refusé la couronne de David. Cependant, il est encouragé et renforcé par Cléopâtre et Éléazar. Gorgias amène Léa, venue demander la vie de ses enfants, dans la tente, mais Antiochos est implacable. Ce n'est que lorsqu'Éléazar intervient que le roi se calme et ordonne qu'on lui amène Benjamin et Joarim, puis annonce que les deux garçons ne seront pas exécutés si Léa leur apprend à adorer Zeus. La méchanceté d'Antiochos horrifie même Éléazar. Le tonnerre se fait entendre et le roi ordonne de brûler vifs Benjamin et Joarim. Eléazar se précipite pour les rejoindre et Léa le reconnaît à nouveau comme son fils. Gorgias conduit les trois frères à la mort dans les flammes. Leur chant se fait entendre hors scène accompagné de nombreux grondements de tonnerre. Soudain, Antiochos se serre la poitrine en convulsions. L'armée dirigée par Juda disperse les troupes syriennes et Léa retrouve brièvement son premier-né, avant de mourir le cœur brisé. Naomi tombe à genoux devant le cadavre de Léa et Juda proclame : « Le roi de Sion est Dieu seul ! ».